# Episodi di American Rust - Ruggine americana (prima stagione)
La prima stagione della serie televisiva American Rust - Ruggine americana (American Rust), composta da nove episodi, è stata trasmessa in prima visione negli Stati Uniti d'America dall'emittente Showtime dal 12 settembre al 7 novembre 2021.
In Italia, la stagione è andata in onda in prima visione sul canale satellitare Sky Atlantic dal 25 ottobre al 22 novembre 2021.
| nº | Titolo                    | Prima TV USA      | Prima TV Italia  |
| -- | ------------------------- | ----------------- | ---------------- |
| 1  | The Mill                  | 12 settembre 2021 | 25 ottobre 2021  |
| 2  | Happy Returns             | 19 settembre 2021 | 25 ottobre 2021  |
| 3  | Forgive Us Our Trespasses | 26 settembre 2021 | 1º novembre 2021 |
| 4  | My Name Is Billy          | 3 ottobre 2021    | 1º novembre 2021 |
| 5  | Jojo Ameri-Go             | 10 ottobre 2021   | 8 novembre 2021  |
| 6  | Debt Collection           | 17 ottobre 2021   | 8 novembre 2021  |
| 7  | Blue Mountains            | 24 ottobre 2021   | 15 novembre 2021 |
| 8  | St. Sebastian             | 31 ottobre 2021   | 15 novembre 2021 |
| 9  | Denmark                   | 7 novembre 2021   | 22 novembre 2021 |

## The Mill
- Diretto da: John Dahl
- Scritto da: Dan Futterman

### Trama
In una piccola città della cintura di ruggine del sud-ovest della Pennsylvania, il capo della polizia Del Harris indaga dopo che un cadavere è stato ritrovato in un'acciaieria abbandonata.

## Happy Returns
- Diretto da: John Dahl
- Scritto da: Adam Rapp

### Trama
Mentre le indagini di Harris sull'omicidio continuano, Isaac lascia la città. Billy e Lee si rincontrano mentre Buell celebra un matrimonio riparatore.

## Forgive Us Our Trespasses
- Diretto da: Craig Zisk
- Scritto da: Céline C. Robinson

### Trama
Grace chiede aiuto nel suo tentativo per unire le sarte. Lo sceriffo riceve una soffiata anonima sull'omicidio nell'acciaieria.

## My Name Is Billy
- Diretto da: Craig Zisk
- Scritto da: Alvaro Rodriguez

### Trama
Isaac fa amicizia con qualcuno che gli insegna le regole della strada. Lo sceriffo cerca prove nella roulotte di Billy e Grace. Billy racconta a Lee cosa è successo nell'acciaieria.

## Jojo Ameri-Go
- Diretto da: Darnell Martin
- Scritto da: Jaquén Castellanos

### Trama
Harris corre contro il tempo alla ricerca del testimone oculare anonimo. Lee cerca una consulenza professionale su chi proteggere. Il vecchio partner di Harris ai tempi di Pittsburgh gli fa visita.

## Debt Collection
- Titolo originale: Debt Collection
- Diretto da: Darnell Martin
- Scritto da: Charly Evon Simpson

### Trama
Alejandro viene a sapere della storia di Lee con Billy. Isaac gira il suo primo trucco da solo. Harris torna a Pittsburgh con il suo vecchio partner per ripagare un debito.

## Blue Mountains
- Diretto da: John Dahl
- Scritto da: Jaquén Castellanos

### Trama
Billy entra con una folla discutibile, mentre Isaac viaggia da solo. L'indagine di Harris sul testimone oculare anonimo continua mentre un giocatore di football del liceo va in overdose.

## St. Sebastian
- Diretto da: John Dahl
- Scritto da: Adam Rapp

### Trama
Isaac viene accolto da uno sconosciuto gentile. La spinta sindacale di Grace viene messa alla prova. Billy licenzia il suo difensore d'ufficio e Harris capisce cosa deve fare.

## Denmark
- Diretto da: John Dahl
- Scritto da: Dan Futterman

### Trama
Harris trova finalmente il testimone oculare anonimo. Lee decide di rimanere in Pennysylvania, mentre Billy viene restituito alla popolazione carceraria generale per affrontare le conseguenze delle sue azioni. Il procuratore distrettuale potrebbe essere costretto ad abbandonare il caso.